# Gagandeep Singh (cầu thủ bóng đá)
Gagandeep Singh (sinh ngày 2 tháng 11 năm 1985) là một cầu thủ bóng đá người Ấn Độ thi đấu ở vị trí hậu vệ cho Mohammedan S.C..

## Sự nghiệp

### Air India
Mr.Singh có màn ra mắt cho Air India F.C. ngày 20 tháng 9 năm 2012 trong trận đấu tại Cúp Liên đoàn trước Mohammedan trên Sân vận động Kanchenjunga ở Siliguri, West Bengal và anh được đá chính; Air India thất bại 0–1.

### Mohammedan
Singh ra mắt cho Mohammedan ở I-League ngày 21 tháng 9 năm 2013 trước Pune F.C. trên Sân vận động Salt Lake và thi đấu cả trận; và Mohammedan thất bại 1–3.

## Thống kê sự nghiệp

### Câu lạc bộ
Số liệu chính xác tính đến ngày 27 tháng 10 năm 2013
| Câu lạc bộ          | Mùa giải            | Giải vô địch | Giải vô địch | Cúp Liên đoàn | Cúp Liên đoàn | Cúp Durand | Cúp Durand | AFC     | AFC       | Tổng    | Tổng      |
| Câu lạc bộ          | Mùa giải            | Số trận      | Bàn thắng    | Số trận       | Bàn thắng     | Số trận    | Bàn thắng  | Số trận | Bàn thắng | Số trận | Bàn thắng |
| ------------------- | ------------------- | ------------ | ------------ | ------------- | ------------- | ---------- | ---------- | ------- | --------- | ------- | --------- |
| Air India           | 2012–13             | 22           | 1            | 2             | 0             | 0          | 0          | -       | -         | 24      | 1         |
| Mohammedan          | 2013-14             | 4            | 0            | 0             | 0             | 0          | 0          | -       | -         | 4       | 0         |
| Tổng cộng sự nghiệp | Tổng cộng sự nghiệp | 26           | 1            | 2             | 0             | 0          | 0          | 0       | 0         | 28      | 1         |